# Nutrition Dgvm Group
Nutrition Dgvm Group은 미디어 그룹 ㈜뉴트리션과 업력 20년 이상의 자동판매기 전문점 삼성동대구자판기과 공동으로 런칭한 브랜드다. 이에 따라 ㈜뉴트리션과 삼성동대구자판기는 양 사이트에 관련 로고를 부착하고 적극적인 지원에 나섰다.